# Love in a Hammock (film 1901)
Love in a Hammock è un cortometraggio muto del 1901 diretto da James H. White.
Ennesima variazione sul tema dei "ragazzini dispettosi", che tanta fortuna ebbe nel cinema fin dalle origini. Come nel caso di The Tramp's Unexpected Skate (1901) di Edwin S. Porter, sempre prodotto dalla Edison Manufacturing Company, i due attori bambini non sono accreditati, né si conosce la loro identità.

## Trama
Due discoli si arrampicano su un albero e, sporgendosi pericolosamente sul ramo che sovrasta l'amaca dove stanno amoreggiando due giovani, cadono dritti sopra la coppia. L'amaca si rompe e tutti vanno a finire a terra, in un garbuglio inestricabile di braccia e gambe sommerse dalla rete.

## Produzione
Il film fu prodotto dalla Edison Manufacturing Company.

## Distribuzione
Distribuito dalla Edison Manufacturing Company, il film - un cortometraggio di 15,24 metri - uscì nelle sale cinematografiche degli Stati Uniti nel gennaio 1901.